# Віктор (Айдахо)
Віктор (англ. Victor) — найбільше місто в окрузі Тетон, штат Айдахо, США. Згідно з переписом 2010 року населення становило 1928 осіб, що на 1088 осіб більше, ніж 2000 року.

## Географія
Віктор розташований за координатами 43°36′11″ пн. ш. 111°7′3″ зх. д. / 43.60306° пн. ш. 111.11750° зх. д. (43.602930, -111.117395).  За даними Бюро перепису населення США в 2010 році місто мало площу 8,91 км², уся площа — суходіл. В 2017 році площа становила 6,75 км², уся площа — суходіл.

## Демографія

### Перепис 2010 року
За даними перепису 2010 року, у місті проживало 1 928 осіб у 683 домогосподарствах у складі 433 родин. Густота населення становила 216,4 ос./км². Було 853 помешкання, середня густота яких становила 95,8/км². Расовий склад міста: 79,3% білих, 0,5% афроамериканців, 1,0% індіанців, 0,5% азіатів, 0,1% тихоокеанських остров'ян, 16,9% інших рас, а також 1,9% людей, які зараховують себе до двох або більше рас. Іспанці та латиноамериканці незалежно від раси становили 22,6% населення.
Із 683 домогосподарств 41,9% мали дітей віком до 18 років, які жили з батьками; 53,7% були подружжями, які жили разом; 6,1% мали господиню без чоловіка; 3,5% мали господаря без дружини і 36,6% не були родинами. 24,0% домогосподарств складалися з однієї особи, у тому числі 4,1% віком 65 і більше років. У середньому на домогосподарство припадало 2,82 мешканця, а середній розмір родини становив 3,51 особи.
Середній вік жителів міста становив 30,6 року. Із них 31,5% були віком до 18 років; 6,5% — від 18 до 24; 43,3% від 25 до 44; 15,1% від 45 до 64 і 3,7% — 65 років або старші. Статевий склад населення: 52,4% — чоловіки і 47,6% — жінки.
Середній дохід на одне домашнє господарство  становив 59 523 долари США (медіана — 54 261), а середній дохід на одну сім'ю — 66 313 долари (медіана — 61 929). За межею бідності перебувало 17,6 % осіб, у тому числі 22,9 % дітей у віці до 18 років та 0,0 % осіб у віці 65 років та старших.
Цивільне працевлаштоване населення становило 1134 особи. Основні галузі зайнятості: мистецтво, розваги та відпочинок — 22,0 %, освіта, охорона здоров'я та соціальна допомога — 15,5 %, будівництво — 14,2 %.

### Перепис 2000 року
За даними перепису 2000 року, у місті проживало 840 осіб у 293 домогосподарствах у складі 205 родин. Густота населення становила 249,5 ос./км². Було 330 помешкань, середня густота яких становила 98,0/км². Расовий склад міста: 91,31% білих, 0,71% афроамериканців, 1,55% індіанців, 4,76% інших рас і 1,67% людей, які зараховують себе до двох або більше рас. Іспанці та латиноамериканці незалежно від раси становили 10,71% населення.
Із 293 домогосподарств 39,6% мали дітей віком до 18 років, які жили з батьками; 57,3% були подружжями, які жили разом; 7,5% мали господиню без чоловіка, і 29,7% не були родинами. 22,2% домогосподарств складалися з однієї особи, у тому числі 6,5% віком 65 і більше років. У середньому на домогосподарство припадало 2,87 мешканця, а середній розмір родини становив 3,43 особи.
Віковий склад населення: 31,5% віком до 18 років, 6,9% від 18 до 24, 37,5% від 25 до 44, 16,3% від 45 до 64 і 7,7% від 65 років і старші. Середній вік жителів — 31 рік. Статевий склад населення: 51,4 % — чоловіки і 48,6 % — жінки.
Середній дохід домогосподарств у місті становив $42 500, родин — $49 750. Середній дохід чоловіків становив $37 159 проти $25 250 у жінок. Дохід на душу населення в місті був $16 740. Приблизно 7,0% родин і 8,4% населення перебували за межею бідності, включаючи 11,2% віком до 18 років і 7,0% від 65 і старших.